# Misiune: Imposibilă. Declinul
Misiune: Imposibilă. Declinul (titlu original: Mission: Impossible – Fallout) este un film cu spioni din 2018, al saselea din Seria Misiune: Imposibilă. În film interpretează Tom Cruise în rolul Agentului IMF Ethan Hunt.

## Povestea
Cele mai bune intenții se întorc uneori împotriva ta, să te bântuie... Misiune: Imposibilă. Declinul îi găsește pe Ethan Hunt (Tom Cruise) și echipa sa (Alec Baldwin, Simon Pegg, Ving Rhames), alături de câțiva aliați familiari (Rebecca Ferguson, Michelle Monaghan) într-o cursă contracronometru după ce o misiune a dat greș.
Alături de aceștia îi vom mai vedea pe Henry Cavill, Angela Bassett și Vanessa Kirby. Regizorul Christopher McQuarrie se întoarce la cârma acestui nou capitol din franciză.

## Distribuție
- Tom Cruise - Ethan Hunt
- Henry Cavill - August Walker
- Ving Rhames - Luther Stickell
- Rebecca Ferguson - Ilsa Faust
- Simon Pegg - Benji Dunn
- Sean Harris - Solomon Lane
- Vanessa Kirby - Alanna Mitsopolis
- Angela Bassett - Erika Sloane
- Michelle Monaghan - Julia Meade
- Alec Baldwin - Alan Hunley
- Wes Bentley - Erik
- Frederick Schmidt - Zola Mitsopolis
- Ross O'Hennessy - British Agent